# Josef Rabas (motocyklový závodník)
Josef Rabas (* 11. ledna 1944) je bývalý český motocyklový závodník, několikanásobný účastník Mezinárodní motocyklové šestidenní (International Six Days Enduro), nositel titulu Zasloužilý mistr sportu.

## Život
Josef Rabas je znám především jako člen velmi úspěšné generace motocyklových závodníků, která dominovala terénním motocyklovým soutěžím v 70. letech 20. století. V těchto soutěžích se stal několikrát mistrem světa a byl jmenován Zasloužilým mistrem sportu. Závodil na strojích JAWA 250 a JAWA 500. V tomto období byl ve sportu podporován 10 let jako civilista TJ MV (tělovýchovnou jednotou ministerstva vnitra).

### Jawa
V letech 1966–1992 pracoval nepřetržitě ve firmě JAWA jako mechanik, technik a testovací a sportovní tovární jezdec. Po roce 1980 byl 11 let zahraničním expertem firmy JAWA na čtyřech kontinentech.

### Zajímavosti
Je vnukem národního umělce malíře Václava Rabase.
Je dalekozraký a byl jediným motocyklovým jezdcem, který závodil v dioptrických brýlých. V roce 1994 podstoupil jako první Čech transplantaci poškozených jater v rámci grantu IKEM a v roce 2016 pak podstoupil transplantaci jater v IKEM podruhé.

### E-bike
Od roku 2015 se věnuje cyklistice na horském e-biku. V témže roce obsadil třetí místo v maratonu v prvním E-bike Mistrovství ČR.

## Sportovní výkony a ocenění

### Světové tituly
Josef Rabas je dnes již jednou z legend československého motocyklového endura, jež v 70. letech získaly v této disciplíně dosud nepřekonané množství světových titulů – od roku 1967 do roku 1982 celkem šestnáct.
V letech 1970, 1972 a 1974 získal Josef Rabas na Mistrovstvích světa endura družstev v šestidenní v družstvu soutěžícím o Stříbrnou vázu (4 členové) třikrát titul mistra světa s kolegy P. Cihelkou, M. Jedličkou, J. Jasanským, J. Břízou a J. Císařem (každý rok byla sestava obměněna). V roce 1975 Josef Rabas zvítězil v šestidenní v družstvu klubových týmů s P. Čemusem a P. Blahutou.

### Stříbrná váza
V letech 1968 a 1969 byl ve Stříbrné váze v šestidenní třetí ve třídě 250 a 500 v MS jednotlivců. V roce 1969 obsadil v celém seriálu celkově 3. místo, jednu soutěž vyhrál ve třídě 250. V domácím seriálu Mistrovství ČSSR obsazoval Josef Rabas 11 let většinou podiová místa. V roce 1972 byl mistrem republiky. Ve světových tabulkách v počtu vítězství při šestidenní se ve Stříbrné váze umístil na 2. místě. Stříbrná váza v roce 1985 přešla v juniorskou světovou trofej.
Výsledky šestidenní jsou k nalezení ve 100 leté ročence FMI.

### Galerie

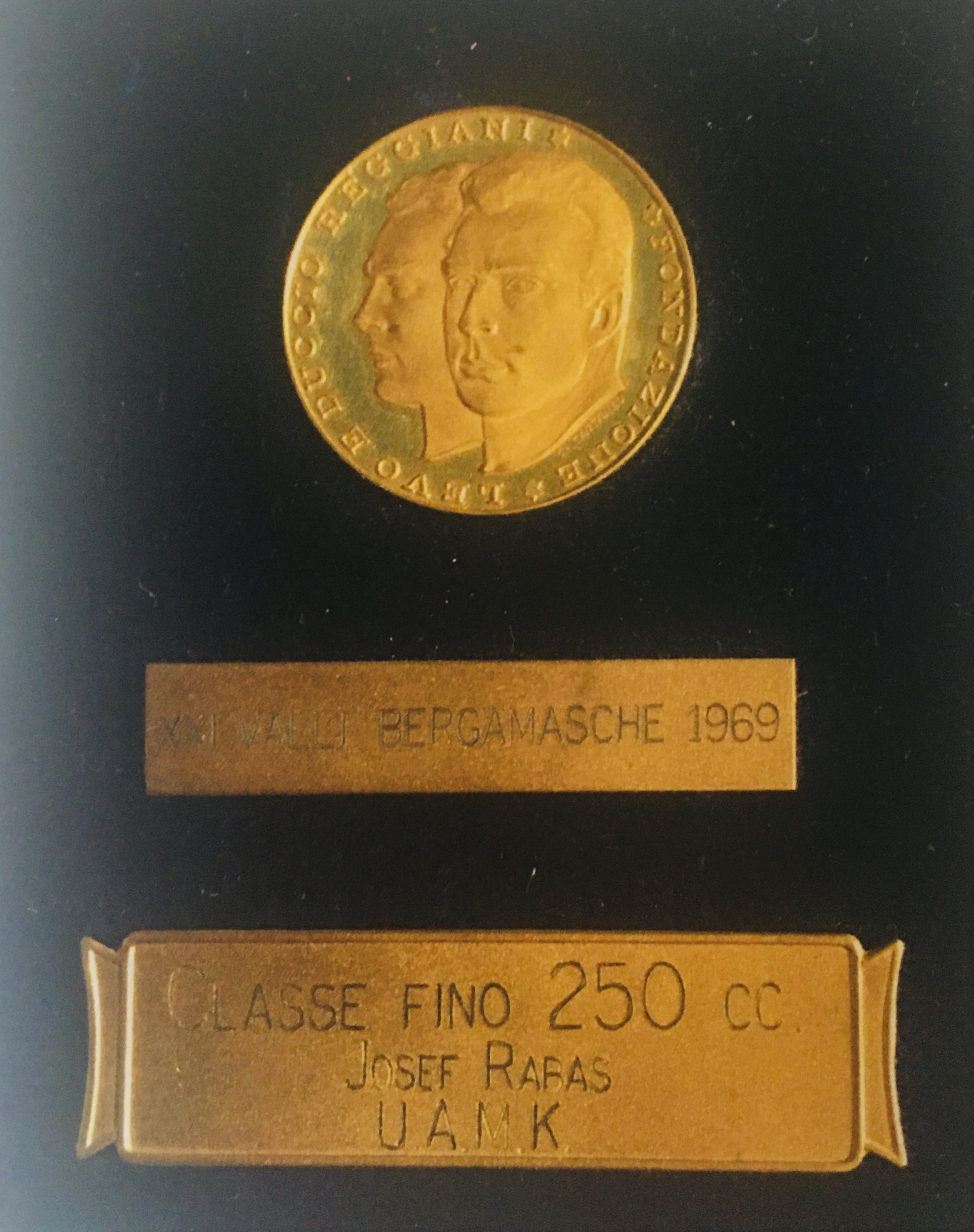
Ocenění Bergamo 1969, 1. místo MS jednotlivců
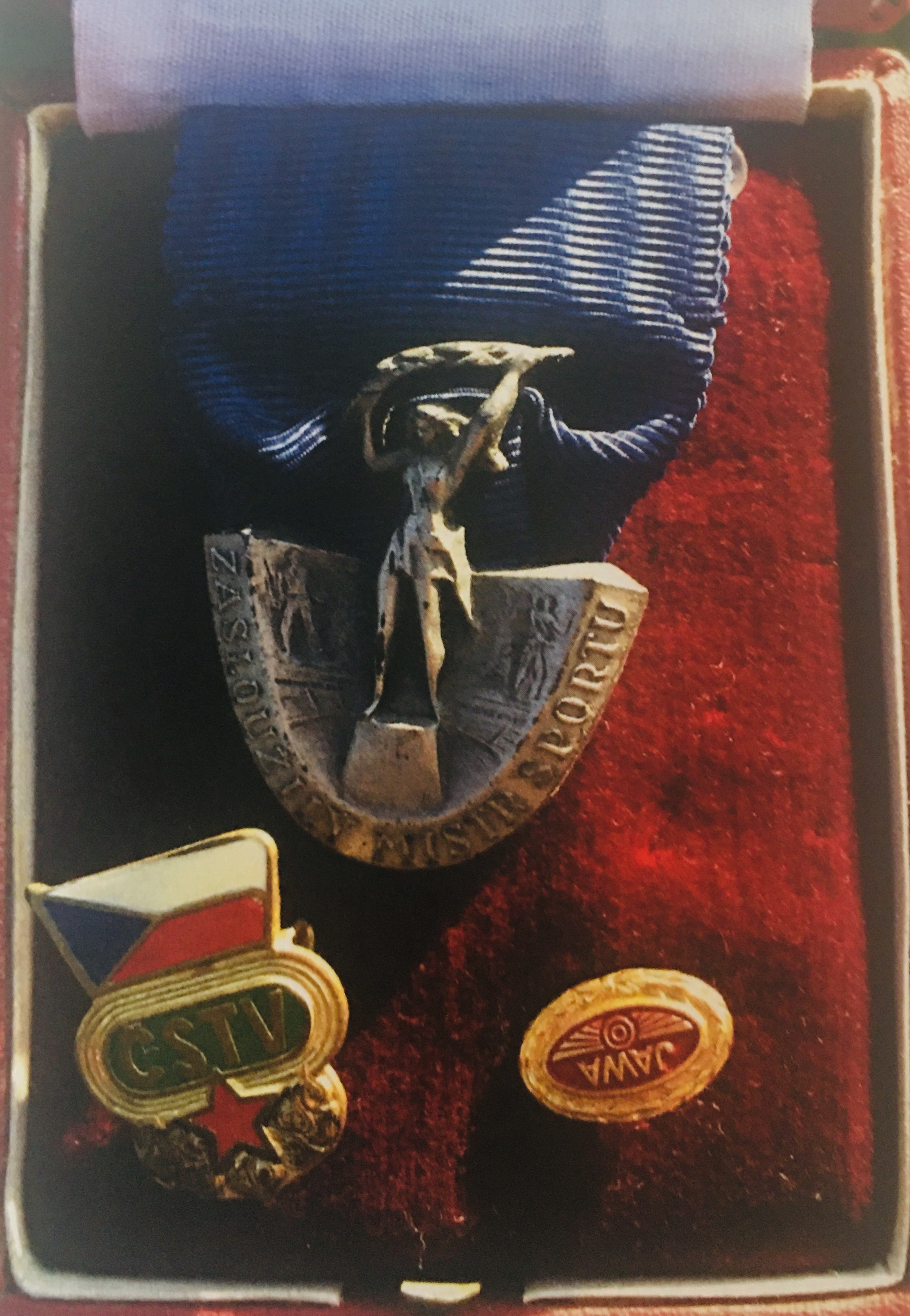
Část ocenění Josefa Rabase
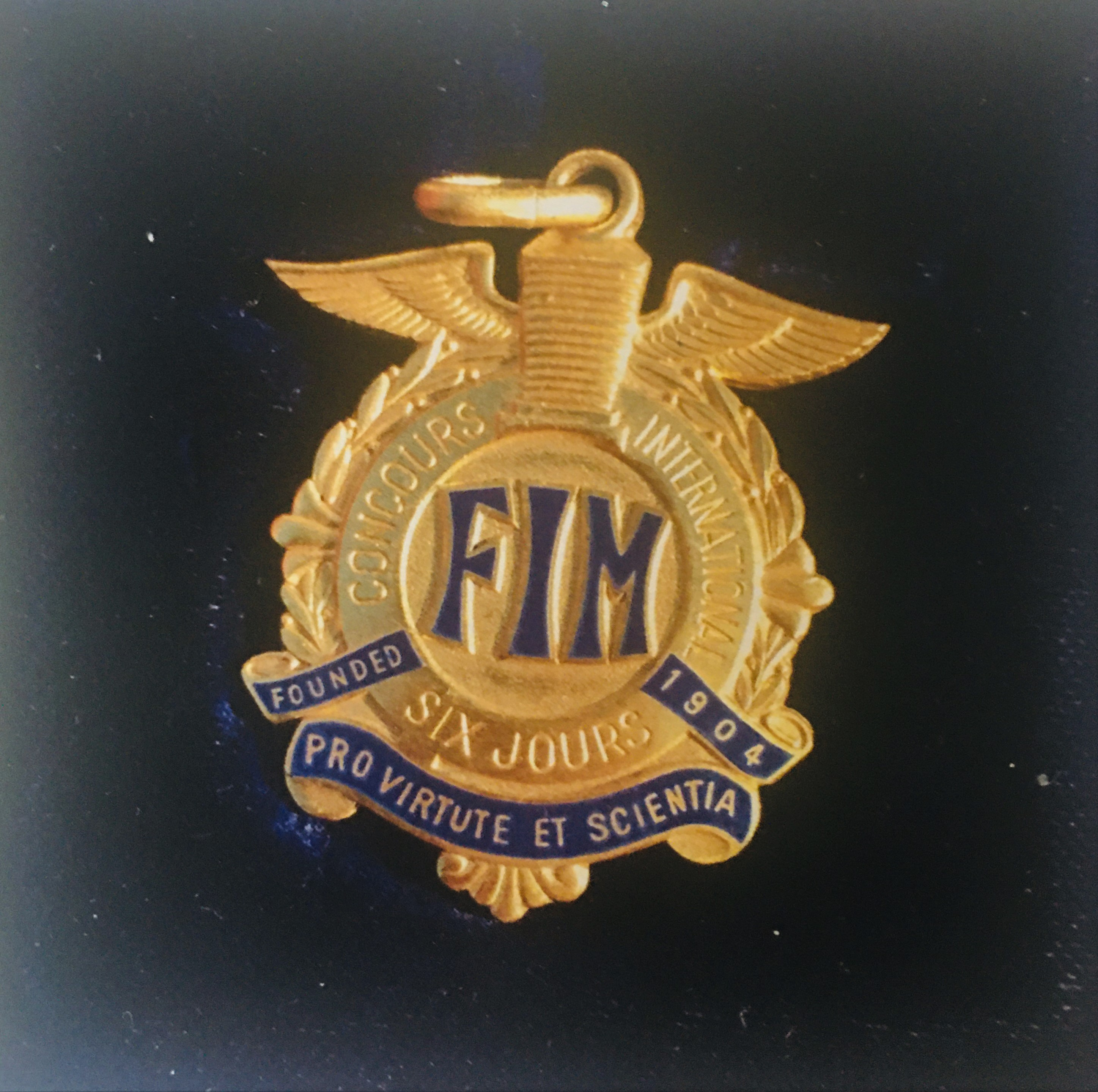
Individuální zlatá medaile ze šetidenní 1972
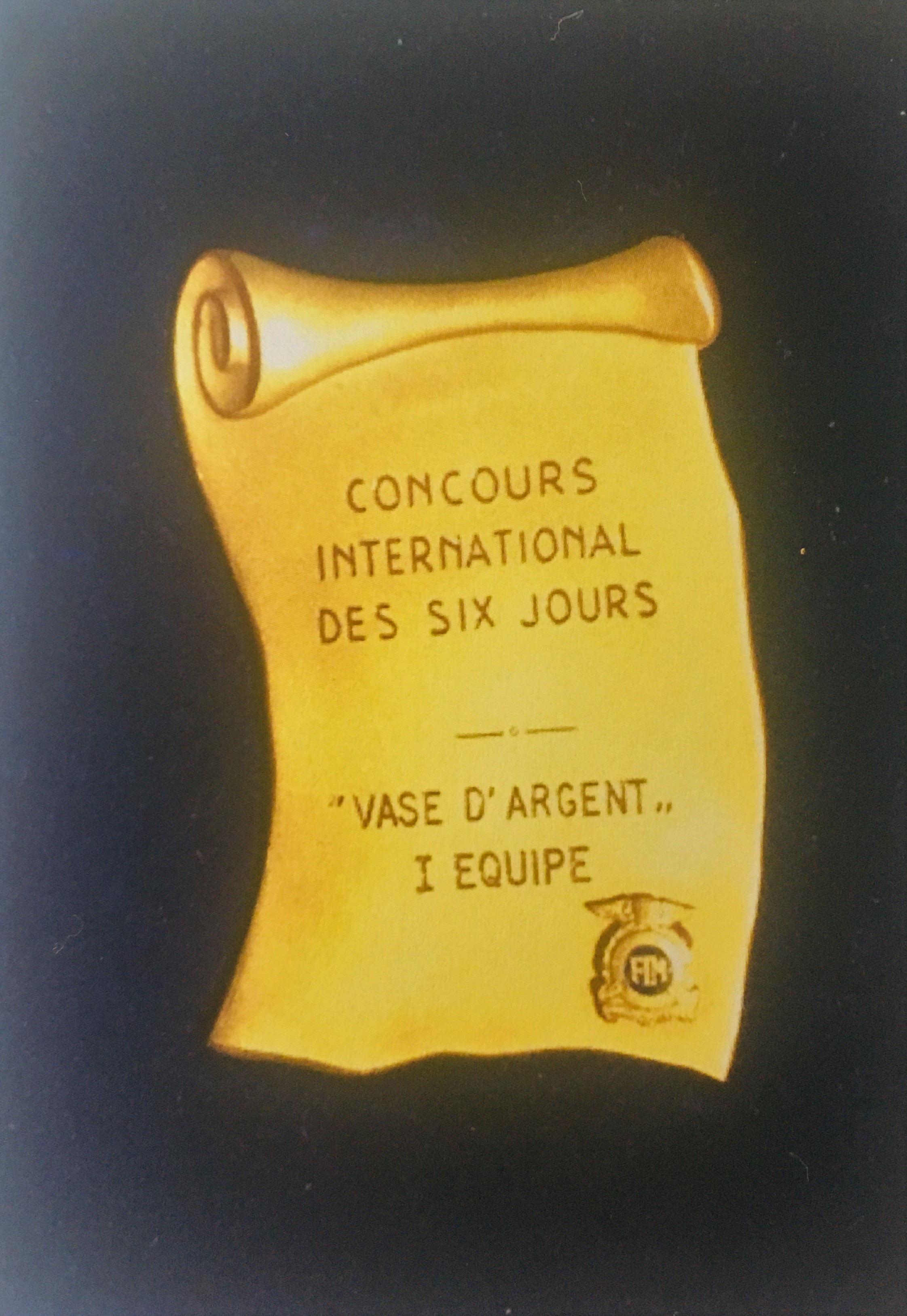
Vítězná plaketa, vítězství ve SV ČSR 1972